# Édouard Frendo
Édouard Frendo (Sfax, 1910 — Tunísia, 1968) foi um alpinista francês.
Foi um dos primeiros guia de montanha estrangeiro ao vale de Chamonix e membro da Companhia dos guias de Chamonix. Abriu várias vias no Maciço dos Écrins e no Monte Branco. Com Gaston Rébuffat realizou em 1945 a segunda ascensão da Ponta Walker nas Grandes Jorasses.
Em 1942 dirige, em Chamonix, e como diretor técnico a então Escola nacional de alpinismo (francesa) que viria a tornar-se a Escola nacional dos desportos de montanha (ENSA) en 1947.